# ییزس
ییزس (به انگلیسی: Yeezus)
ششمین آلبوم استودیویی کانیه وست، خواننده رپ و آهنگساز آمریکایی است. این آلبوم را دف جم رکوردینگز در ۱۸ ژوئن ۲۰۱۳ منتشر کرد. وست برای آهنگسازی از تعدادی هنرمند مطرح مانند مایک دین، دفت پانک، آرکا، تراویس اسکات و ریک روبین کمک گرفت.
از ییزس اغلب به عنوان تجربی‌ترین کار کانیه وست نام برده می‌شود. در این آلبوم از ژانرهای مختلفی از موسیقی مانند اینداستریال، اسید هاوس، الکترو، ترپ، پانک و شیکاگو دریل استفاده شده‌است.
ییزس مورد تحسین منتقدین قرار گرفت و بسیاری از مجلات نقد موسیقی آن را بهترین آلبوم سال ۲۰۱۳ معرفی کردند، هرچند واکنش‌های عمومی به آن متفاوت بودند. در هفته اول عرضهٔ آلبوم، ۳۲۷ هزار نسخه‌اش در ایالات متحده به فروش رفت و تا سال ۲۰۱۶ در مجموع ۷۵۰ هزار نسخه در ایالات متحده فروش داشته‌است.